# Arrondissement de Boulay (Empire allemand)
L'arrondissement de Boulay (Landkreis Bolchen) correspond à l'arrondissement français de Boulay à l'époque de l'empire allemand et sous le Troisième Reich.

## Contexte
Un arrondissement ou kreis allemand correspond à un arrondissement français. Ce découpage administratif fut instauré en Moselle en 1871, à la suite de l'annexion de l'Alsace-Lorraine à l'Empire Allemand, puis rétabli en 1940 avec l'annexion de la Moselle au Troisième Reich.

## Organisation territoriale
Pendant la première annexion allemande, le district de Lorraine désignait ce qui deviendra le département de la Moselle en 1918. Il constituait avec le District de Haute-Alsace et le District de Basse-Alsace l'Alsace-Lorraine. Le district Lorrain comprenait l'arrondissement de Boulay, l'arrondissement de Château-Salins, l'arrondissement de Forbach, l'arrondissement de Metz-Campagne, l'arrondissement de Sarrebourg, l'arrondissement de Sarreguemines, l'arrondissement de Thionville-Est et l'arrondissement de Thionville-Ouest.
En 1940, le département de la Moselle devint le CdZ-Gebiet Lothringen et fut rattaché au Gau Westmark.

## Population de l'arrondissement
| Einwohner     | 1890   | 1900   | 1910   |
| ------------- | ------ | ------ | ------ |
| Kreis Bolchen | 41 621 | 39 583 | 41 825 |

| Communes   | Habitants |
| ---------- | --------- |
| Bolchen    | 2.218     |
| Busendorf  | 2.176     |
| Falkenberg | 1.015     |
| Kreuzwald  | 2.956     |
| Lubeln     | 1.801     |

## Administrateurs civils ( Kreisdirektor)
- 1871: Sebastian von Saldern[2]
- 1872: Ernst von Saldern (de)
- 1880: Victor Sittel (de)
- 1883: Hugo von Bibra
- 1886: Anton von Villers-Grignoncourt (comte)
- 1898: Seeger
- 1906: Walther Kleemann (de)
- 1911: Karl Rebender (de)

## Seconde Guerre mondiale
La Moselle étant de nouveau annexée à l’Allemagne en juillet 1940, l'arrondissement de Boulay fut rétabli pendant la Seconde Guerre mondiale. Le 1er décembre 1940, l'arrondissement de Boulay fut fusionné avec l'arrondissement de Forbach pour former l'arrondissement de Saint-Avold. L'arrondissement faisait partie du CdZ-Gebiet Lothringen, nouvelle division territoriale intégrée au  Gau Saarpfalz, renommé Westmark en 1940. Libéré par les forces alliées fin 1944, les deux arrondissements de Forbach et de Boulay ont été rétablis par la France.